# Classe J (sommergibile)
La classe J è stata un gruppo di sette sommergibili della Royal Navy britannica la cui costruzione iniziò poco prima dello scoppio della prima guerra mondiale in seguito a indiscrezioni che riportavano la costruzione di sottomarini tedeschi abbastanza veloci da operare insieme a navi di superficie. Sei unità vennero completate a metà del 1916 mentre una settima entrò in servizio alla fine del 1917. Nonostante i miglioramenti rispetto alle classi precedenti, divenne subito evidente che le unità della classe non erano abbastanza veloci da affiancare la flotta di superficie, venendo quindi impiegate con compiti diversi durante il conflitto.